# FOOTBALL EX
FOOTBALL EX（フットボール・イーエックス）は、フジテレビジョンが製作するヨーロッパのサッカーリーグ中継のタイトルである。2001年12月2日 - 2004年5月17日放送。
フジテレビは1994-95年シーズン、当時三浦知良がジェノアに在籍していたイタリアの国内サッカーリーグ・セリエAの地上波独占中継を実施するようになったのをきっかけにヨーロッパのサッカーリーグの中継を開始。当初はセリエA中継のみだったが、2001年より現タイトルに改められ、ジョン・カビラ司会の海外リーグ速報と録画中継の2本立てによる2時間強の番組となった。これを機にイングランド・プレミアリーグ中継を開始した。また2004-05年からはオランダリーグも取り上げた。ヨーロッパチャンピオンズリーグ放映権取得後は平日深夜に生中継を開始。2004年5月17日を以って終了。後番組「FOOTBALL CX」に引き継がれる。

## 関連番組
- セリエAダイジェスト
- FOOTBALL CX